# عبدالاله الفضل
عبدالاله الفضل (عربی: عبد الإله محمد الفضل؛ زادهٔ ۲۶ مارس ۱۹۹۲) یک بازیکن فوتبال اهل عربستان سعودی است.
از باشگاه‌هایی که در آن بازی کرده‌است می‌توان به نجران عربستان و الهلال عربستان اشاره کرد.